# درنوواتس (پروکوپیه)
درنوواتس (به صربی: Drenovac) یک منطقهٔ مسکونی در صربستان است که در پروکوپلیه واقع شده‌است. درنوواتس ۱۶۱ نفر جمعیت دارد.